# Dave Evans Bicentennial Tree

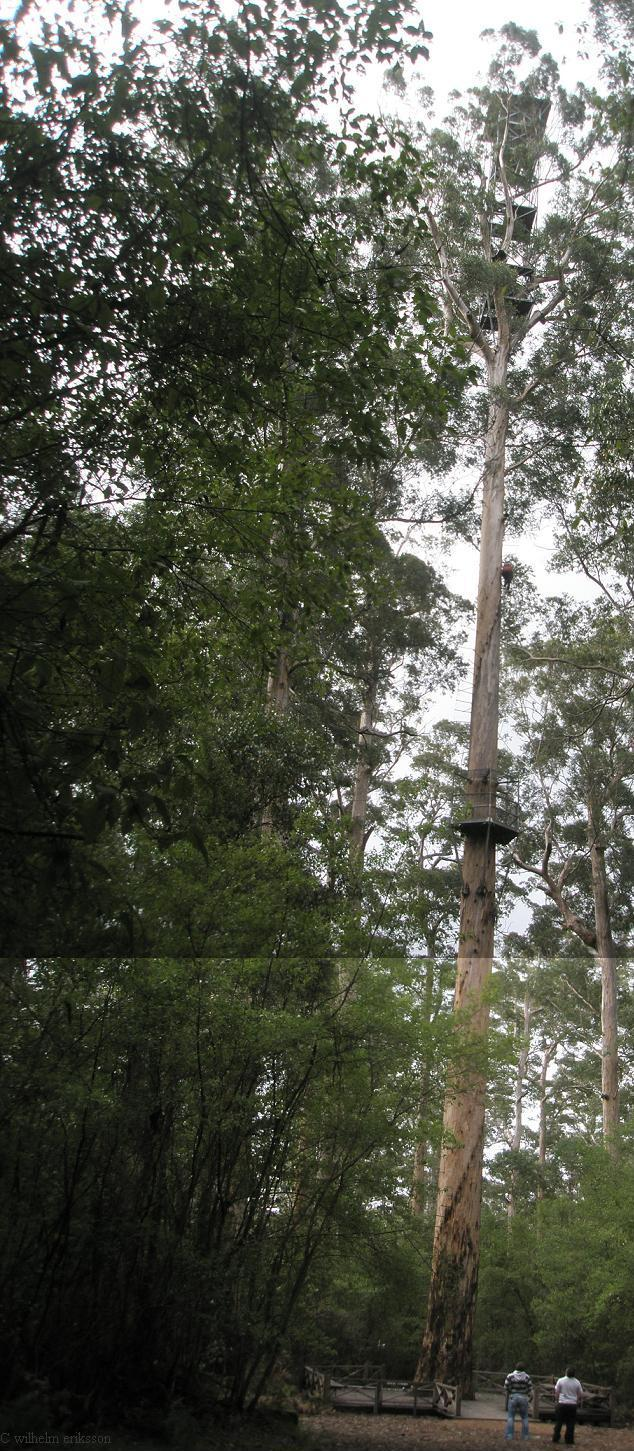
Dave Evans Bicentennial Tree

Der Dave Evans Bicentennial Tree ist ein Aussichtsbaum im Warren National Park im Südwesten von Australien.
Dieser Karribaum ist nicht einer der Aussichtsbäume, der der Feuerbeobachtung dient. Der Baum liegt im Warren-Nationalpark und wurde 1988 zu einem Aussichtsbaum ausgebaut, als Teil der 200-Jahr-Feier der europäischen Besiedlung des australischen Kontinents.
Zu dieser Zeit war dieser Baum wohl schon im Wachstum begriffen.
Die Plattform am oberen Ende liegt in 75 Meter Höhe, während die erste Plattform schon auf 25 Meter zu finden ist. Über 130 Stahlsprossen und vier Leitern innerhalb der Plattformen mit jeweils 26 Leitersprossen kann man die höchste Plattform erreichen, die bei starkem Wind um 1,5 Meter in jede Richtung schwingt.
Von oben hat man bei gutem Wetter einen Blick, der 40 Kilometer weit ins Land reicht.
Der Baum ist nach Dave Evans benannt, ein Lehrer, Politiker und Bewohner von Pemberton. Er schrieb ein Buch mit dem Titel Lookouts of the Karri Country. Er hatte ein spezielles Interesse an Aussichtsbäumen, sogenannten tree towers.
Dave Evans wurde 1994 mit dem Order of Australia (OA) ausgezeichnet, für besondere Dienste für den Staat.